# Олекса Сліпець
Олекса Сліпець (відомий також як Олексій Верещак, справжнє ім'я Верещак Олександр Ярославович; нар. 2 червня 1972, Київ) — український театральний режисер, драматург і поет, автор п'яти п'єс, член НСПУ з 2004.

## Життєпис
Народився в сім'ї драматурга і театрознавця Ярослава Верещака.
Закінчив режисерський факультет Київського інституту театрального мистецтва імені Карпенка-Карого (1994).
З 2004 року — член Національної спілки письменників України.

## Творчість
З дитинства виявляв зацікавленість у співаній поезії. 1984 року у віці дванадцяти років він створив свою першу пісню: «В'ється горами стежина, мов Чумацький шлях, в'ється в серце України, де забито цвях.»
Першими режисерськими роботами були «У сутінках долини» Д. Сінга (Ніжинський муздрамтеатр ім. М. Коцюбинського), «Пам'яті Галатеї» О. Погребінської та «Нічна розмова з катом» Ф. Дюрренматта (обидві — Експериментальний театр «Гільдії драматургів України»), а також власною п'єсою «Хроніки першого курсу», яка створювалася разом із курсом телеведучих Київського театрального інституту (під керівництвом з.а. України О. Кочнєва).
Надалі звернувся до викладацької сфери, а потім — до телебачення.
Паралельно він продовжує працювати в літературних жанрах поезії, прози та драматургії.
Автор п'яти п'єс, серед яких:
- «Хроніка першого курсу»
- «Суд»
- «Яничари»

Публікувався в журналі «Дніпро»:
- Сон жиголо [Текст] / О. Сліпець // Дніпро. — Київ, 2009. — № 9. — С. 5-11